# Chimigraf
Chimigraf és una empresa multinacional d'origen espanyol dedicada a la producció de tintes per flexografia, rotogravat, sistemes digitals, inkjet i serigrafia. Disposa de tecnologia pròpia en l'elaboració de tintes ink-jet. Té presència en més de 40 països de tot el món.

## Història
Va ser fundada l'any 1970 al municipi de l'Hospitalet de Llobregat per Orazio Samoggia, conegut empresari italià del sector gràfic.
Des del 1970 fins al 1980 l'empresa va anar creixent fins a ocupar una posició rellevant al sector de les tintes flexogràfiques poliamídiques.
El 1986, sis anys després d'haver traslladat les instal·lacions al municipi de Rubí (Barcelona), la companyia va incrementar de forma important la seva posició al mercat creant una nova fàbrica per la producció de dispersions pigmentàries sòlides (chipa) i, més tard, una secció especial, dedicada al creixent mercat de les tintes flexogràfiques a l'aigua.
Chimigraf es va introduir en altres mercats com el de França, Amèrica del Sud, Nord d'Àfrica i est d'Europa.
L'any 1985 es van inaugurar les fàbriques de València i Madrid.
L'any 2000 va entrar al mercat de les tintes digitals, creant una nova estructura per la fabricació de tintes ink-jet.
Chimigraf Ibérica té tecnologia pròpia al camp de les tintes ink-jet D.O.D. solventàries, a l'oli o de curat UV.
Ha col·laborat i participat com expositor a la 1a Fira MINIMIZAR organitzada pel Observatorio de Medio Ambiente; l'objectiu d'aquesta fira és promocionar tecnologies, productes i processos que redueixin els residus.

## Premis
- 2006 - Oscar del Embalaje[6] – Les tintes líquides de la sèrie Omniflex amb base solvent de Chimigraf van obtenir la certificació de compostabilitat-biodegrabilitat i per la utilització d'aquests materials es va atorgar aquest Oscar a Saint André Plastique com a fabricants de l'embalatge i a Chimigraf per la utilització de les tintes.

- 2007 HP Platinum Winner -Manufacturing-[7]

- 2010 – Rep el premi de la Cambra de Comerç de Terrassa.[8] Chimigraf Ibérica, S.L. va obtenir el premi per un dels millors projectes d'internacionalització, una categoria que forma part de la gènesi d'aquests premis.

- 2010 - Patrocinador d'"El concurso Nacional de Flexografía en España" de Hispack 2010[9]

## Certificats
- 2001 ISO 9001[10]
- 2006 Certificat OK Compost[11] a Chimigraf France (per soports compostables, segons norma EN 13432)